# Momentum TizenX
A Momentum TizenX (röviden TizenX) a Momentum Mozgalom ifjúsági szervezete, amelyet 2018. január 26-án alapítottak.
A szervezet elnöke Szekeres Dániel. A Momentum TizenX hitvallása szerint egy pozitív nemzetképet képvisel; olyan szabadelvű fiatalok alkotják, akik hisznek az esélyegyenlőségben, és akiknek fontos a fenntartható jövő, és elengedhetetlennek tartják, hogy a fiatalok is beleszólhassanak a közélet alakulásába, ezáltal a saját jövőjükbe. Az ifjúsági tagozat székházának címe: 1024 Budapest, Rózsahegy utca 1-2., I/1.

## Tevékenység

### Akadálymentesítés a Nagyvárad téren
2018. február 7-én „akadálymentesítette” a Nagyvárad teret. Az aktivisták segítettek a babakocsisoknak, időseknek és a nehéz csomaggal rendelkezőknek. Ezzel az M3-as metróvonal akadálytalanítására akarták felhívni a figyelmet, a népszavazási gyűjtés előtt.

### Aszfaltfestés
2018. február 22-én Budapesten és néhány vidéki városban a hófúvás mellett is felfújtak fiatalokkal kapcsolatos szövegeket. Például „NE MAGOLNI TANÍTSATOK, HANEM GONDOLKODNI!”. Ezekkel a fiatalok fontosságát akarták kimutatni, és hogy van véleményük. A Momentum fiataljai a Deák teret is telefestették, hogy a másnap tüntető Diákparlament mellett is kimutassák szolidaritásukat.
2020. január 14-én Szekszárdon a szervezet aktivistái dislike-jelet fújtak a Garay János Gimnázium elé. Az akció során követelték az igazgatónő lemondását, amiért elbocsátott egy, az iskolát és tanárait bíráló videót készítő diákot.
2020. július 17-én éjszaka a szervezet aktivistái a Momentum akcióját segítve több Balaton-környéki szálloda, illetve turisztikai egység elé fújták fel Mészáros Lőrinc és Orbán Viktor arcképét, a szervezet ezzel az ellen tiltakozott, hogy véleményük szerint Orbán Viktor közeli szövetségesei a Balaton szinte minden területén beruházásokat hajt végre.
2024. november 27-én a szervezet aktivistái matricákkal és felfújással fejezték ki véleményüket a Fővárosi Ítélőtábla előtt arról, hogy Fekete-Győr Andrást megfosztották országgyűlési képviselői mandátumától. A matricákon Fekete-Győr András büntetését hasonlították Kaleta Gábor büntetéséhez.
2025. március 24-én a szervezet aktivistái a gyülekezési jog szigorítása elleni tüntetések előtt felfújtak a belváros több csomópontjában, hogy felhívják a járókelők figyelmét az eseményre. 

### Diáktüntetés Kaposváron

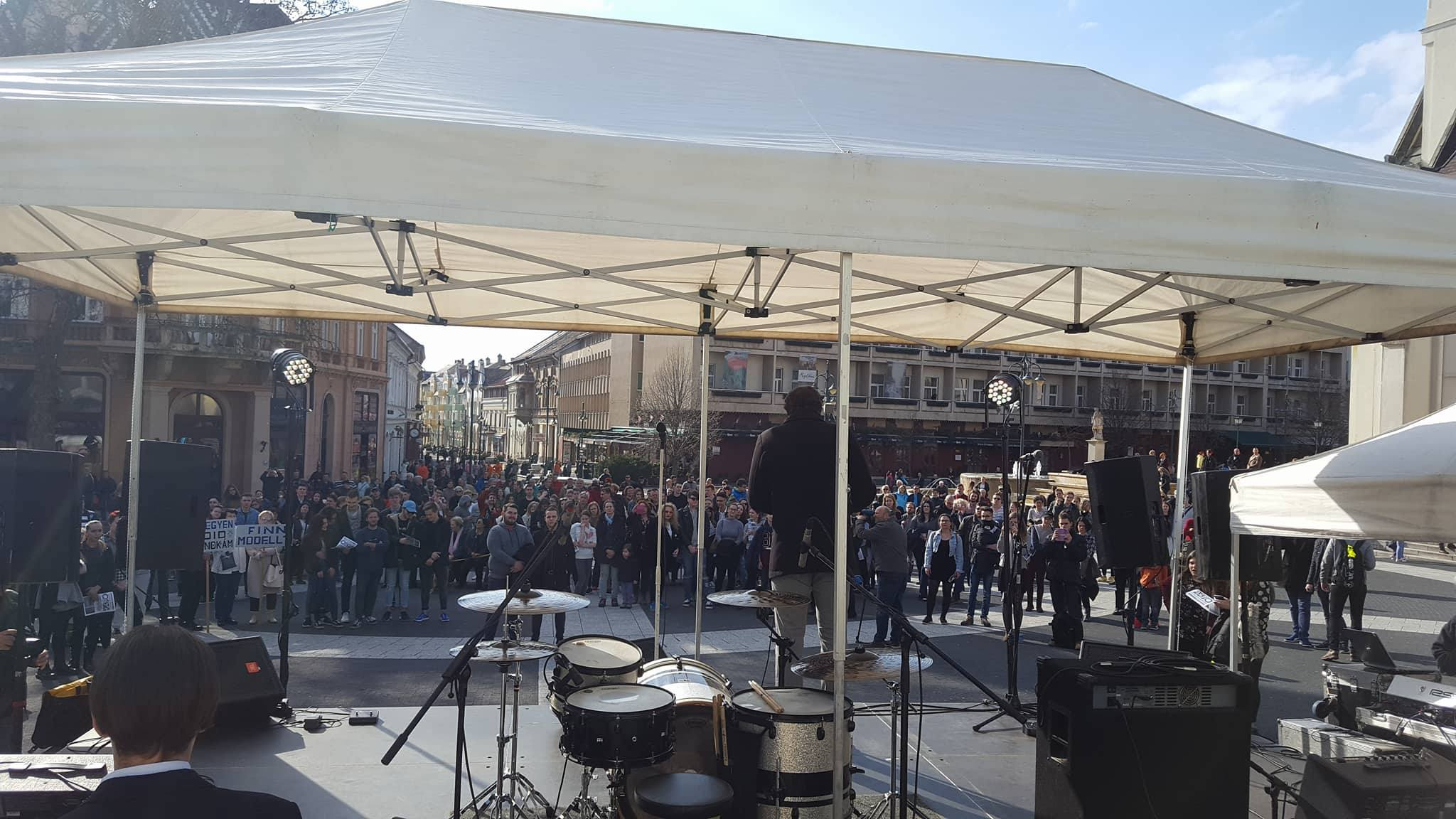
Bereczki Dávid beszédet mond a kaposvári diáktüntetésen.

2018. március 30-án Bereczki Dávid függetlenként, de a TizenX támogatásával megrendezett egy körülbelül 300 fős tüntetést Kaposváron. Ezt a budapesti diáktüntetések mintájára tervezte. A felvétel a tüntetésről a TizenX Facebook oldalán érhető el.

### Országjárás
A 2018-as országgyűlési választások után a Momentum TizenX országjárást hirdetett a magyar pártok ifjúsági tagozatai közül elsőként. Ennek az országjárásnak „A jövő a miénk!” címet adták. Első három céljuk Kaposvár (április 22.), Pápa (április 28.) és Sopron (május 1.) Az országjárás alatt 3767 km-t tettek meg, ellátogatva 13 városba.
2018 őszén elindult a TizenX országjárásának második évadja.

### YES kampány
A Momentum TizenX és a Les Jeunes avec Macron, az En Marche ifjúsági szervezete elindította a YES kampányt, a fiatalok európaiak konzultációját.

### TizenX a fesztiválokon
A szervezet kitelepült 2019-ben a CAMPUS fesztiválra és jelen volt az EFOTT-on is. A TizenX sátránál lehetett találkozni a Momentum ismert politikusaival, például Fekete-Győr Andrással, vagy Cseh Katalinnal, a jelenlévő TizenX-tagok politikáról, közéletről és a fiatalok problémáiról is beszélgettek a fesztiválozókkal.

## Szervezeti felépítése

### Tagság
A párt tagsága rendes és pártolói tagokból áll, akik a területi alapon létrehozott alapszervezetekhez tartoznak. Ők jogosultak a közgyűlésen való részvételre.

### Elnökség
Forrás:
A jelenlegi elnökséget a 2024 november 23-ai közgyűlésen szavazták meg. A tagság egy elnököt és négy elnökségi tagot választott, a négy elnökségi tag közül az elnök választ magának alelnököt. A szervezet további vezetőihez tartoznak az igazgatók: Ők felelnek a hálozatosodásért, a kommunikációért, a pénzügyekért és a nemzetközi kapcsolatokért.
- Elnök: Szekeres Dániel
- Elnökségi tagok: Szűcs Szabolcs alelnök, Salga Ákos, Sándor Anna, Siadik Nóra[18]

### A szervezet egyéb ismert személyiségei
- Friewald Ruben - író, kultúrpolitikus
- Nagy Károly - korábban elnök, önkormányzati képviselő

## Internetes jelenlét
A TizenX Facebookon, Instagramon, Twitteren, Threadsen és TikTokon is jelen van.

## Közéleti Klub
A TizenX elindította a közéleti klubját 2018 májusában, melyben közéleti szereplőket hívnak meg, hogy beszélgessenek velük. A szervezet 2018 októbere után a Közéleti Klubok jelentős részét az egyre bővülő tagságának tartotta zárt események keretében.

### 1. évad
| Dátum            | Cím                                            | Vendégek                    | Helyszín                                   |
| ---------------- | ---------------------------------------------- | --------------------------- | ------------------------------------------ |
| 2018. május 30.  | Lennél EU-s gyakornok?                         | Berg Dániel, Benedek Márton | Momentum HQ, 1077 Budapest, Rózsa utca 22. |
| 2018. június 14. | Apolitikus generáció? - Fiatalok a politikában | Ceglédi Zoltán              | Momentum HQ, 1077 Budapest, Rózsa utca 22. |

### 2. évad
| Dátum               | Cím                                               | Vendégek                                 | Helyszín                                         |
| ------------------- | ------------------------------------------------- | ---------------------------------------- | ------------------------------------------------ |
| 2018. szeptember 5. | Oktatás \| politika - hogy látják a diákok?       | Gyetvai Viktor, Bereczki Dávid           | Momentum HQ, 1077 Budapest, Rózsa utca 22.       |
| 2018. október 3.    | Vita: Gyermekvállalás \| Abortusz                 | Dúró Dóra, Cseh Katalin (politikus)      | Gödör Klub, 1061 Budapest, Király utca 8-10.     |
| 2018. október 31.   | Fiatalok a politikában                            | Pitz Dániel, Nagy Károly, Farkas Gergely | 1114 Budapest, Villányi út 11.                   |
| 2019. augusztus 26. | VitAtom // Atomenergia jövőjéről - Ungár Vs Kádár | Ungár Péter, Kádár Barnabás              | Mozsár bisztró, 1065 Budapest, Nagymező utca 21. |